# 江華郡

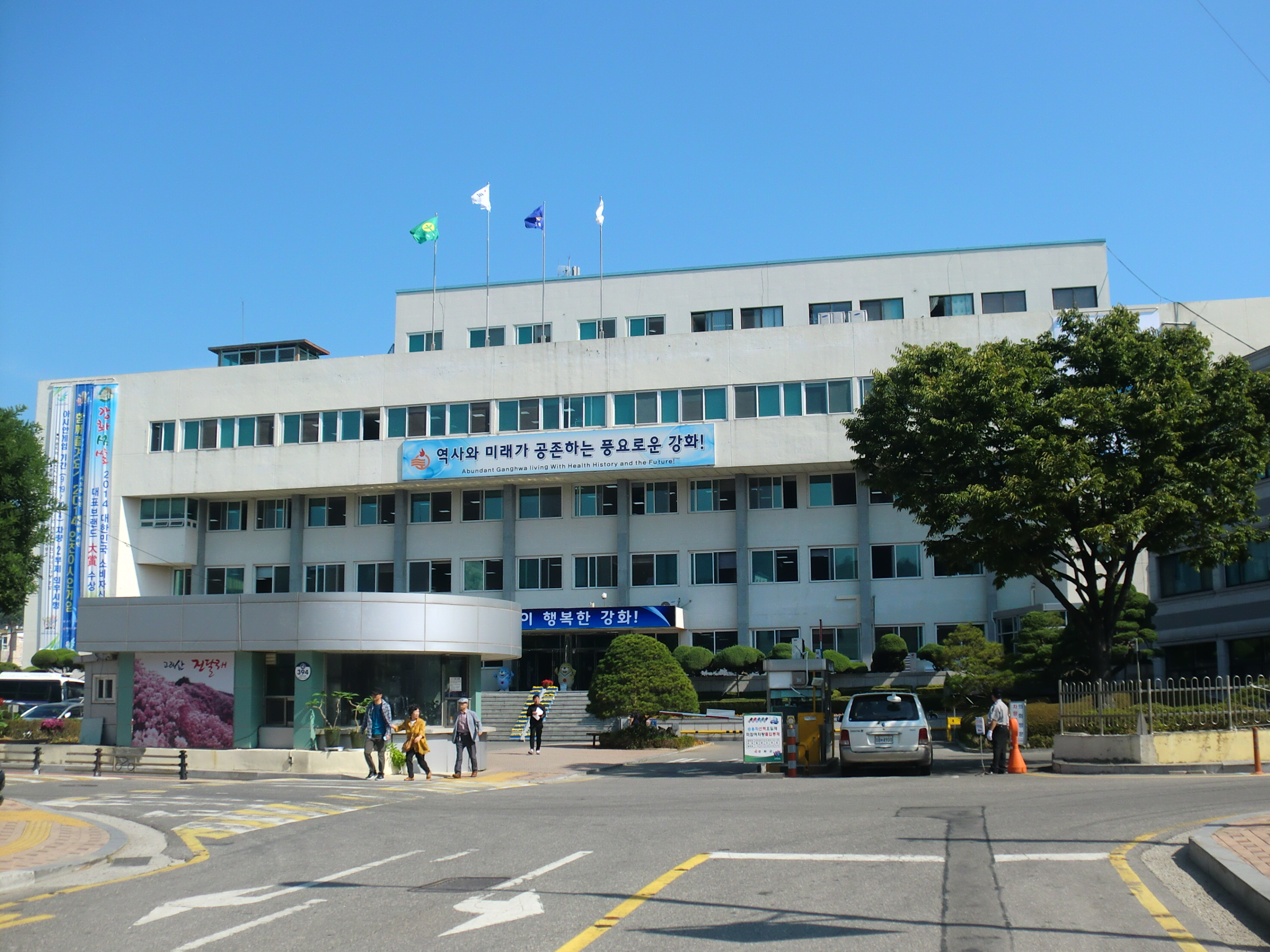
江華郡庁

江華郡（カンファぐん）は、大韓民国仁川広域市の郡。仁川西北部の京畿湾に面する。江華島、喬桐島、席毛島の3つの大きな島々と小さな付属島からなる基礎自治団体である。

## 地理
江華郡は仁川西北部、京畿湾上に位置する江華島を中心とする郡である。本土とは狭い江華水道を隔てており、東の対岸は京畿道金浦市である。
江華島の西にも島々が展開しており、北側にある大きな島が喬桐島、その南にあるのが席毛島である。南には甕津郡北島面の島々や、仁川国際空港のある永宗島（中区）が所在する。
江華島・喬桐島の北側は漢江の河口部で、対岸は朝鮮民主主義人民共和国の開城特別市開豊区域である。

### 気候
- 最高気温極値35.7℃（2005年8月6日）
- 最低気温極値-22.5℃（1981年1月4日）

| 江華郡の気候                                                | 江華郡の気候 | 江華郡の気候 | 江華郡の気候 | 江華郡の気候 | 江華郡の気候  | 江華郡の気候  | 江華郡の気候 | 江華郡の気候   | 江華郡の気候  | 江華郡の気候 | 江華郡の気候 | 江華郡の気候 | 江華郡の気候    |
| 月                                                          | 1月          | 2月          | 3月          | 4月          | 5月           | 6月           | 7月          | 8月            | 9月           | 10月         | 11月         | 12月         | 年              |
| ----------------------------------------------------------- | ------------ | ------------ | ------------ | ------------ | ------------- | ------------- | ------------ | -------------- | ------------- | ------------ | ------------ | ------------ | --------------- |
| 最高気温記録 °C （°F）                                      | 12.6 (54.7)  | 17.4 (63.3)  | 22.3 (72.1)  | 29.2 (84.6)  | 31.0 (87.8)   | 33.2 (91.8)   | 35.5 (95.9)  | 35.8 (96.4)    | 31.7 (89.1)   | 28.3 (82.9)  | 23.8 (74.8)  | 16.0 (60.8)  | 35.8 (96.4)     |
| 平均最高気温 °C （°F）                                      | 1.7 (35.1)   | 4.5 (40.1)   | 9.8 (49.6)   | 16.2 (61.2)  | 21.4 (70.5)   | 25.4 (77.7)   | 27.6 (81.7)  | 29.0 (84.2)    | 25.5 (77.9)   | 19.5 (67.1)  | 11.5 (52.7)  | 3.9 (39)     | 16.3 (61.3)     |
| 日平均気温 °C （°F）                                        | −3.2 (26.2)  | −0.7 (30.7)  | 4.6 (40.3)   | 10.7 (51.3)  | 16.0 (60.8)   | 20.5 (68.9)   | 23.7 (74.7)  | 24.7 (76.5)    | 20.2 (68.4)   | 13.7 (56.7)  | 6.3 (43.3)   | −0.9 (30.4)  | 11.3 (52.3)     |
| 平均最低気温 °C （°F）                                      | −8.1 (17.4)  | −5.8 (21.6)  | −0.6 (30.9)  | 5.3 (41.5)   | 11.0 (51.8)   | 16.3 (61.3)   | 20.6 (69.1)  | 21.2 (70.2)    | 15.6 (60.1)   | 8.1 (46.6)   | 1.2 (34.2)   | −5.7 (21.7)  | 6.6 (43.9)      |
| 最低気温記録 °C （°F）                                      | −22.5 (−8.5) | −19.4 (−2.9) | −11.3 (11.7) | −4.4 (24.1)  | 1.6 (34.9)    | 6.9 (44.4)    | 12.7 (54.9)  | 12.5 (54.5)    | 3.0 (37.4)    | −4.2 (24.4)  | −12.0 (10.4) | −19.8 (−3.6) | −22.5 (−8.5)    |
| 降水量 mm （inch）                                          | 15.6 (0.614) | 22.5 (0.886) | 31.4 (1.236) | 64.9 (2.555) | 110.9 (4.366) | 110.0 (4.331) | 355.6 (14)   | 300.4 (11.827) | 131.5 (5.177) | 55.8 (2.197) | 46.3 (1.823) | 21.3 (0.839) | 1,266.2 (49.85) |
| 平均降水日数 （≥0.1 mm）                                    | 5.0          | 4.8          | 6.0          | 7.5          | 8.2           | 8.6           | 14.1         | 11.9           | 7.4           | 5.6          | 7.5          | 6.6          | 93.2            |
| % 湿度                                                      | 63.6         | 61.0         | 61.4         | 62.4         | 68.6          | 75.1          | 82.8         | 79.9           | 73.8          | 68.9         | 67.8         | 65.4         | 69.2            |
| 平均月間日照時間                                            | 186.2        | 186.5        | 217.0        | 221.7        | 235.3         | 208.5         | 153.0        | 184.9          | 203.8         | 214.3        | 166.0        | 171.8        | 2,349           |
| 出典：韓国気象庁 (平均値：1991年-2020年、極値：1972年-現在) |              |              |              |              |               |               |              |                |               |              |              |              |                 |

## 歴史
朝鮮の歴史的な中心部である京畿地方の沖合いに浮かぶ江華島は、古来戦乱の際の避難場所として、あるいは外的に対する防衛拠点として機能してきた。江華郡には、江都（カンド）、沁州（シムジュ）などの別名がある。
三国時代には、この地を百済と高句麗が争奪した。統一新羅時代には海口郡が置かれ、高麗時代には江華県となった。モンゴルの侵略に際しては、高麗の首都が開城からこの島に移り、30年にわたって臨時の首都となった（江都）。李氏朝鮮時代には江華都護府が置かれ、その後江華府・江華留守府に昇格して、重要な位置を占め続けた。19世紀後半、西洋列強は朝鮮に開国を迫るため近海に出没するようになり、首都漢城に程近い江華島はたびたび戦闘の舞台となった。1876年、この郡の沖合いでの日本軍との交戦（江華島事件）が契機となり、朝鮮は開国することになる。
1895年の地方制度改編によって江華郡となり、翌1896年に江華府となった後、1906年に再び郡に戻った。1914年の郡面統合によって喬桐郡が江華郡に編入され、現在の江華郡域ができあがった。
1995年に京畿道から仁川広域市に編入されたが、仁川市中心部との間は京畿道の金浦市を経由する飛び地である。このことから仁川市を離脱し京畿道に返還するよう求める声も根強い。

### 年表
- 三国時代 - 穴口や甲比古此と呼ばれた。
- 統一新羅 - 海口郡が置かれ、守鎮県・沍陰県、喬洞県を属県とした。
- 940年 - 江華県が置かれた。
- 1232年 - モンゴルの侵攻を受け、高麗の首都が江華島に移る（江都）。地方官も知郡事に昇格された。
- 1413年 - 江華都護府となった。
- 1618年 - 江華府となった。
- 1627年 - 丁卯胡乱により朝廷が江華島に避難。江華留守府になった。
- 1636年 - 丙子胡乱。清軍により江華城が陥落。
- 1866年 - 丙寅洋擾。フランス軍により江華城が陥落。
- 1871年 - 辛未洋擾。草芝鎮砲台などでアメリカ軍と交戦。
- 1876年 - 江華島事件。草芝鎮砲台から日本軍に砲撃。
- 1895年 - 仁川府江華郡となった（二十三府制）。
- 1896年 - 京畿道江華府となった。
- 1906年 - 江華郡となった。
- 1914年4月1日 - 郡面併合により、喬桐郡が江華郡に編入。江華郡に以下の面が成立。（14面）
  - 府内面・仙源面・仏恩面・吉祥面・下道面・良道面・内可面・河岾面・両寺面・松海面・華蓋面・水晶面・三山面・西島面

| 朝鮮総督府令第111号                  |              |
| 旧行政区域                           | 新行政区域   |
| 江華郡府内面、長嶺面                 | 府内面       |
| 江華郡松亭面、三海面                 | 松海面       |
| 江華郡仏恩面、仁政面                 | 仏恩面       |
| 江華郡内可面、仙源面、吉祥面、下道面 | （変動無し） |
| 江華郡外家面、河陰峴、艮岾面         | 河岾面       |
| 江華郡上道面、位良面                 | 良道面       |
| 江華郡西寺面、北寺面                 | 両寺面       |
| 喬桐郡北面の一部、西面               | 水晶面       |
| 喬桐郡南面、東面、北面の一部         | 華蓋面       |
| 喬桐郡諸島面、松家面                 | 三山面       |
| 喬桐郡西島面                         | （変動無し） |
- 1934年 - 華蓋面・水晶面が合併して喬桐面が発足。（13面）
- 1937年 - 下道面が華道面に改称。（13面）
- 1938年1月1日 - 府内面が江華面に改称。（13面）
- 1973年7月1日 - 江華面が江華邑に昇格。[4]（1邑12面）
- 1983年2月15日 - 河岾面の一部（陽五里）が松海面に編入。[5]（1邑12面）
- 1995年3月1日 - 京畿道から仁川広域市に編入。[6]（1邑12面）

## 行政

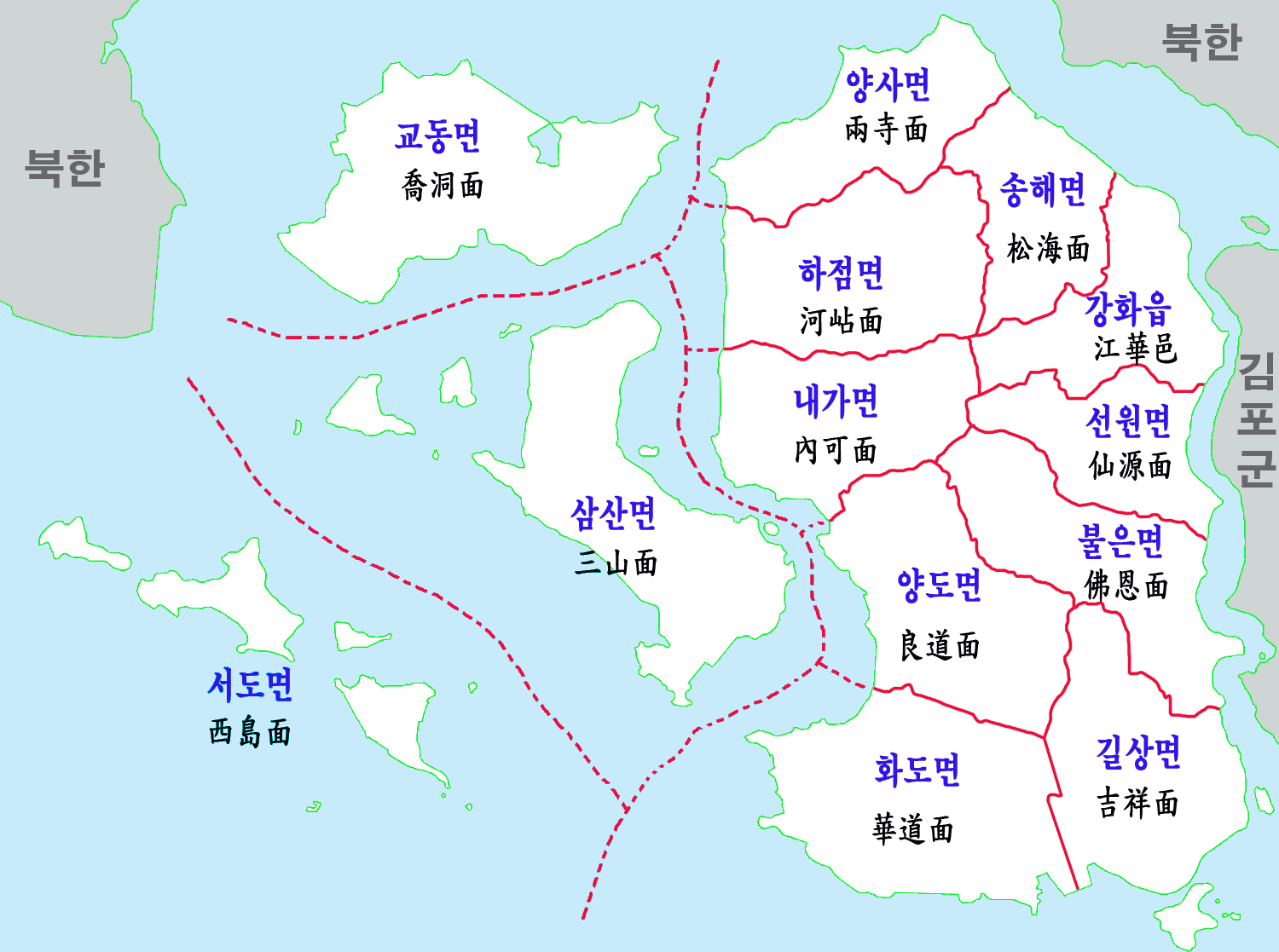
行政区域図

### 下位行政区域

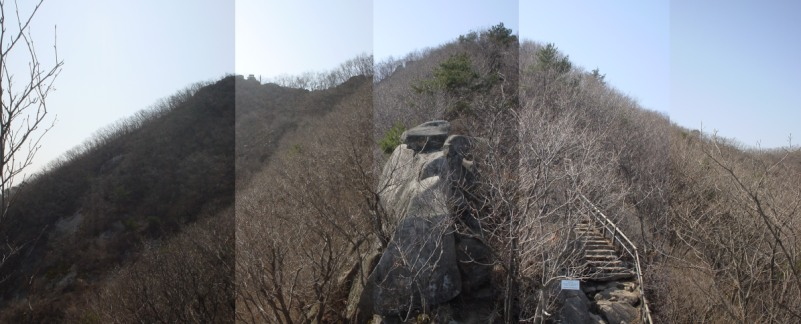
摩尼山

1邑12面96里（行政里）からなる。
| 邑・面 | 法定里                                                                                                 | 備考           |
| ------ | --- | -------------- |
| 江華邑 | 新門里、官庁里、菊花里、南山里、甲串里、龍井里、玉林里、月串里、大山里                                 |                |
| 仙源面 | 錦月里、烟里、智山里、神井里、倉里、仙杏里、冷井里                                                     |                |
| 仏恩面 | 斗雲里、高陵里、鰲頭里、芿城里、新峴里、三同岩里、三成里、徳城里                                       |                |
| 吉祥面 | 温水里、船頭里、東検里、草芝里、壮興里、吉稷里                                                         |                |
| 華道面 | 内里、上坊里、文山里、徳浦里、沙器里、東幕里、興旺里、如此里、長花里                                   |                |
| 良道面 | 霞逸里、陵内里、乾坪里、仁山里、三興里、吉亭里、道場里、造山里                                         |                |
| 内可面 | 古川里、鰲上里、外浦里、黄清里、鳩下里                                                                 |                |
| 河岾面 | 新鳳里、長井里、富近里、三巨里、新三里、望月里、倉後里、梨江里                                         |                |
| 両寺面 | 鉄山里、徳下里、北省里、橋山里、寅火里                                                                 |                |
| 松海面 | 率丁里、申唐里、崇雷里、堂山里、上道里、下道里、陽五里                                                 |                |
| 喬桐面 | 大龍里、邑内里、上龍里、鳳韶里、古亀里、三仙里、仁士里、蘭井里、両甲里、東山里、西漢里、舞鶴里、芝石里 | 喬桐島         |
| 三山面 | 席毛里、上里、下里、石浦里、煤音里、西検里、弥法里                                                     | 席毛島他       |
| 西島面 | 注文島里、阿此島里、唜島里、乶音島里                                                                   | 注文島他離島部 |

### 警察
- 仁川江華警察署

### 消防
- 仁川江華消防署

## 産業
住民の約70％が農業に従事している。主作物は米。このほかに水産業と林業に一部従事している。

### 特産物
- 花ござ

莞草（ワンゴル：カンエンガヤツリグサ）を乾燥させて編んだもので、おもに家内手工業の形態で作られる。80年代には生産量が大きく増加して農家の副産業として大きな部分を占めていたが、現在は需要が減少して一部の専門生産者によって制作されているのみである。
- 朝鮮人参

20世紀はじめに開城から栽培技術が導入されて広がった人参は、一時は韓国の生産量の40％以上を占めていた。しかし、現在は栽培面積が大きく減少している。
- 赤カブ（スンム/순무）

19世紀にフランスから伝来したものといい、韓国では江華島でのみ生産される（一名「江華カブ」）。スンムのキムチは一般の大根キムチに比べて甘みが効いた独特の食品として他地方での需要が増え、商品として開発・販売されている。

## 教育
大学校
- 嘉泉大学校（江華キャンパス）
- 安養大学校（江華キャンパス）
- 仁川カトリック大学校

## 交通
1970年に本土と江華島の間に江華大橋が開通し、陸路で結ばれた。1997年には上流側に新しい江華大橋が開通した。

## 文化・観光
- 江華島

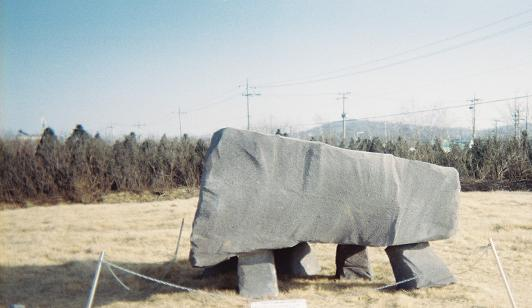
江華島の支石墓

  - 支石墓群 - 高敞、和順、江華の支石墓群として世界遺産に登録。
  - 江華城
  - 江華高麗宮跡（朝鮮語版）（史蹟第133号）
  - 草芝鎮（朝鮮語版）（史蹟第225号）
  - 摩尼山
  - 江華ヒメバイカモ群落（朝鮮語版）（ヒメバイカモ（朝鮮語版）の群生地、ラムサール条約登録地[7]）
- 喬桐島

## 姉妹都市
韓国国内
- 珍島郡（全羅南道）

1989年5月2日 - 姉妹結縁締結
- 済州市（済州特別自治道）

1989年5月2日 - 姉妹結縁締結
- 南海郡（慶尚南道）

1999年7月2日 - 姉妹結縁締結
- ソウル特別市江南区

2006年10月30日 - 姉妹結縁締結
韓国国外
- 添田町（日本・福岡県）

1996年10月28日 - 協定締結
- 舟山市（中華人民共和国浙江省）

2001年9月5日 - 協定締結
珍島・済州との結縁は、高麗時代の三別抄の縁によるもの。添田町との姉妹協定は、英彦山の山岳信仰と摩尼山の檀君信仰の所縁によるものである。

## 出身者
- 曺奉岩